# しっぽ鬼
しっぽ鬼（しっぽおに）は鬼ごっこの一種である。しっぽ取りゲームとも呼ばれることがある。休み時間や放課後より体育の授業で行われることが多い。

## 概要
数人（全体の20パーセント程度）の鬼を決め、鬼以外は帽子やハンカチなどの柔らかい布をズボンと体の間に挟み半分以上を外に出した状態（これをしっぽに見立てる）で逃げ回り、鬼にこれを取られると、退場となる。制限時間内に全員が退場すると鬼側の勝ちとなり、逆に一人でも生き残ると鬼側の負けとなる。鬼を無くして全員でしっぽを取り合うように行うこともある。この場合、制限時間内に最も多くのしっぽを取った者が勝ちとなる。この場合もしっぽを取られた者はその場で退場となる。しっぽを取られても退場とせず、しっぽを取ったら付けても良いとするものもある。
チーム戦として、２チーム以上に分けて行うこともある。基本的なルールは同じで、この場合はしっぽを取られた人が少ないチームが勝ちとなる。
ゲームの特性上、尻に触れる機会が多かったり、しっぽを入れる際又は入れた時やしっぽを抜いた時に下着が見えてしまう事などがあるため、小学校高学年以降はあまり行われなくなる傾向にある。

## フラッグフットボールとの関連性
フラッグフットボールの授業を行う場合などの導入段階としてこのゲームが用いられることがある。この場合はしっぽはフラッグを使う。